# 붉은별 (운영 체제)
붉은별(문화어: 붉은별 사용자용체계)는 조선콤퓨터쎈터가 개발한 컴퓨터 운영 체제이다. 2001년부터 2008년까지 개발하였으며, 1년 간의 베타 테스트를 거쳐 2010년부터 상용 판매를 시작하였다. 서버용과 클라이언트용으로 구분되어 판매되고 있다. 클라이언트용 DVD는 4천, 응용 프로그램용 DVD도 4000에 판매중이다. 주로 서버용으로 사용되고 있다. 2장의 DVD로 이루어져 있으며, 지원 언어는 문화어, 영어, 러시아어, 중국어, 일본어이다.

## 사양
붉은별 OS는 수정된 모질라 파이어폭스 브라우저인 "내 나라"를 특징으로 하며, 광명이라는 북한 인터넷망에서 "내 나라" 웹포털을 검색하는데 사용된다. 내 나라에는 두 개의 검색 엔진이 있다. 다른 소프트웨어로는 텍스트 편집기, 전자 메일 클라이언트, 오디오 및 비디오 플레이어 및 게임이 있다. 버전 3은 이전 버전과 마찬가지로 윈도우 프로그램을 리눅스에서 실행할 수 있는 소프트웨어인 와인을 실행한다.
붉은별 OS 3.0은 이전 모델과 마찬가지로 KDE3 데스크탑을 사용한다. 그러나 3.0판은 애플 OS X와 매우 비슷하지만 이전판은 윈도우 XP와 더 유사하다. 2013년에 북한 지도자 김정은이 자신의 책상 위에 있는 아이맥과 함께 찍힌 사진이 있는데, 디자인 변경은 이것과 관계가 있을 수도 있다.
설치 DVD는 북한에서 25센트로 판매되고 있다.

### 시스템 요구사항
알려진 것들은 다음과 같다.
- 동작 클럭 800 MHz 이상의, x86 호환 프로세서 (인텔 펜티엄 3 이상)
- 256MB 이상의 RAM
- 3GB 이상의 하드 디스크

## 미디어의 관심

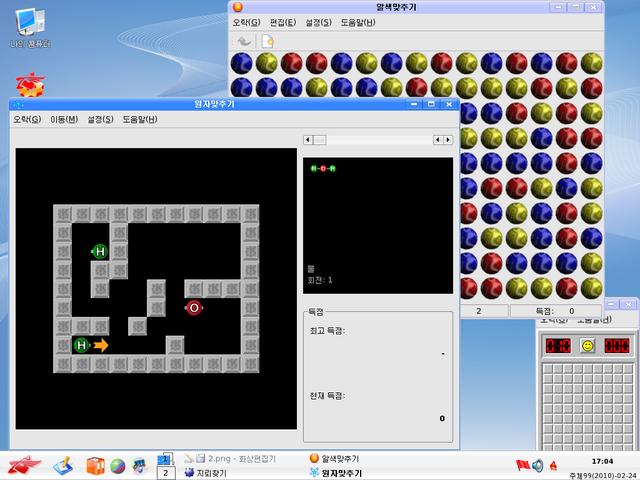
Red Star OS 버전 2.0에 내장된 게임

조선신보는 2006년 6월에 두 붉은별 OS 프로그래머 인터뷰를 게시하였다. 2010년 2월, 김일성종합대학의 한 러시아 유학생이 붉은별의 사본을 구입하여, 이에 관한 글을 라이브저널 계정에 올렸다. 이후 러시아 TV 방송사 RT가 해당 게시물을 영어로 번역하여 올렸으며, 대한민국의 연합뉴스뿐 아니라 여러 영어 언론에서 이 내용을 다시 게시하였다. 2013년 말 평양과학기술대학에 방문한 윌 스콧은 남부 평양에서 버전 3의 사본을 구입하고 인터넷에 스크린샷을 업로드하였다.
2015년에 카오스 통신 회의(Chaos Communication Congress)에서 두 명의 독일 연구원이 이 OS의 내부 작동 방식을 설명하였다. 북한 정부가 외국 영화, 음악, 글 등이 USB 드라이브를 통하여 교환되는 것을 추적하기 위하여, 이 OS를 장착한 컴퓨터에 연결된 휴대용 미디어의 모든 파일에는 워터마크가 기록된다.
| 시스템 요구사항 |                           |
| --- | ------------------------- |
| \| \| 요구사항 \| \| Red Star OS \| Red Star OS \| \| ----------- \| --------------------------------- \| \| CPU \| 800 MHz Intel Pentium III[10][11] \| \| 램 메모리 \| 256 MB \| \| 하드 디스크 \| 3 GB \| |                           |
| | 요구사항                  |
| Red Star OS |                           |
| CPU | 800 MHz Intel Pentium III |
| 램 메모리 | 256 MB                    |
| 하드 디스크 | 3 GB                      |

## 역사

### 버전 1.0

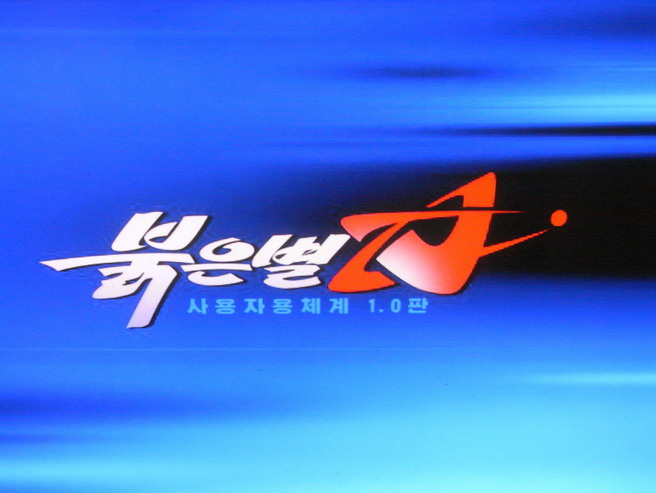
버전 1.0의 부팅 스플래시 화면

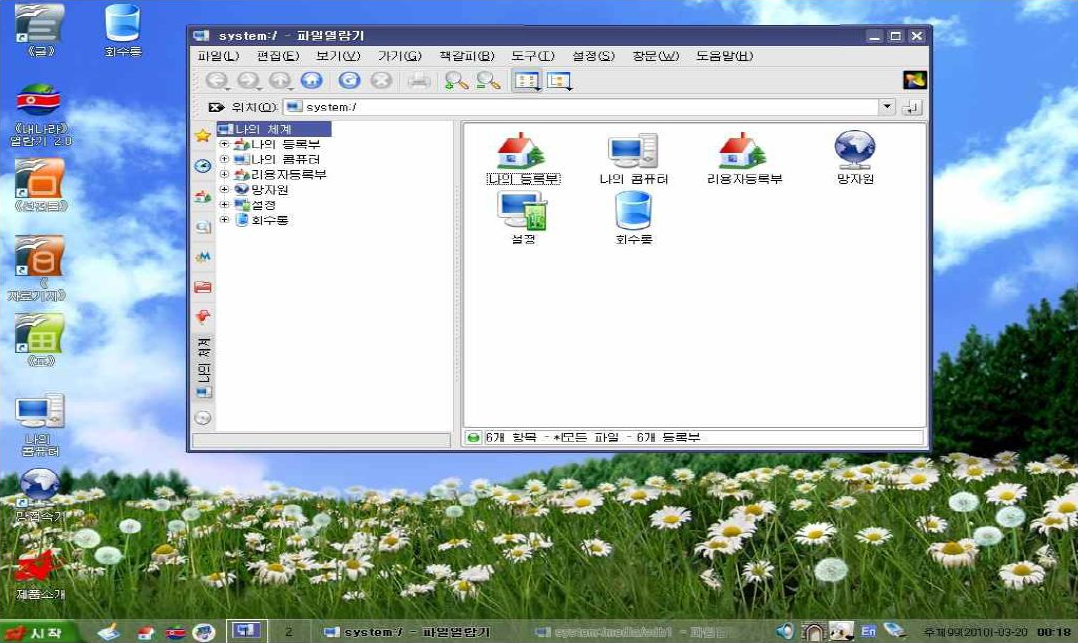
붉은별1.0 바탕화면 및 기본 파일 관리자

첫 번째 버전은 2003년에 나왔다. Windows XP 운영 체제를 매우 떠올리게 한다.
모질라 파이어폭스를 기반으로 한 "내나라" 웹 브라우저와 "Uri 2.0"이라는 오픈 오피스 기반의 오피스 스위트를 선보였다. 와인도 포함되어 있다.

### 버전 2.0
버전 2.0의 개발은 2008년 3월에 시작되어 2009년 6월 3일에 완료되었다. 이전 버전과 마찬가지로 Windows XP의 모양을 기반으로 하며 2000원(약 US $ 15)으로 책정되었다.
이 버전에는 "내나라" 인터넷 브라우저가 포함되어 있다. 이 브라우저는 운영체제의 일부로 2009년 8월 6일에 출시되었으며 4000원(약 US $28)으로 책정되었다.
운영 체제는 한국 표준 레이아웃과 크게 다른 특수 키보드 레이아웃을 사용한다.

### 버전 3.0
버전 3.0은 2012년 4월 15일에 도입되었으며 macOS 시스템을 가장 잘 보여준다. 새 버전은 IPv4 및 IPv6 주소를 모두 지원한다.
운영 체제에는 사용자를 모니터링하는 여러 응용 프로그램이 사전 설치되어 있다. 사용자가 보안 기능을 비활성화하려고 시도하면 운영 체제가 다시 시작되거나 자체적으로 파괴될 수 있다. 또한 시스템에 통합된 워터 마킹 도구는 모든 미디어 컨텐츠를 하드 드라이브의 일련 번호로 표시한다. 이것은 북한 당국이 파일의 확산을 추적 할 수 있게 한다. 이 시스템은 또한 북한의 비밀 기관에 의해 원격 저장되는 검열 파일을 제거할 수 있는 숨겨진 "안티 바이러스" 소프트웨어를 가지고 있다. 운영 체제에는 "관리자"라는 사용자 그룹이 있다. 그러나 사용자는 관리자인 경우에도 시스템에 대한 모든 권한을 얻을 수 없다. sudo 및 su와 같은 명령은 사용할 수 없다.

### 버전 4.0
서버용 버전 4.0은 2018년 즈음에 17000대의 컴퓨터에서, 일반 PC용은 72000대의 컴퓨터에서 사용되고 있는 것으로 보인다. 또한 붉은별 4.0은 2020년 6월에 NK경제에서 입수했다.

## 취약성
붉은별은 2016년 보안회사 해커하우스(Hackerhouse)는 통합 웹 브라우저인 내나라(Naenara)에 보안 취약점을 발견했다. DDoS 공격과 백도어, 그리고 패킷감청에도 매우 취약하다. 이 취약점으로 인해 사용자가 준비된 링크를 클릭하면 컴퓨터에서 명령을 실행할 수 있다. 원치 않는 코드 조각을 정리하기 위해 매개 변수없이 Mailto나 calendar와 같은 기능을 수행하는 URL을 처리할 때 문제가 발생했을 수 있다.

## 같이 보기
- 붉은 별
- 유니티 운영체제(UOS)
- 기린 (운영 체제)
- 훙멍
- 하모니카 (운영 체제)